# Centro Comercial Larios Centro
Larios Centro es un centro comercial situado en pleno corazón de Málaga. A día de hoy, continúa siendo el centro comercial de referencia de la ciudad malagueña con una oferta de moda y restauración que crece y evoluciona para ofrecer siempre algo nuevo a los visitantes. En noviembre de 2019 presentó su nueva imagen e instalaciones, después de una profunda transformación con un coste de 28 millones de euros.

## Historia y características
La parcela donde se emplaza Larios Centro es el solar resultante de la ordenación integral de la antigua fábrica de ginebra Larios, demolida en 1992. La construcción comenzó en 1995 y fue inaugurado el 20 de marzo de 1996. 
El 14 de noviembre de 2019, fue presentada su remodelación y su nueva zona de restauración, que reutilizaba el espacio de las salas multicines clausuradas en 2011. El estreno llevó aparejada una remodelación municipal de la plaza de la Solidaridad, encuadrada en la amplia reurbanización de la zona gracias al soterramiento de las obras del metro de Málaga. La gestión del centro y su nueva puesta a punto fue llevada a cabo por Merlin Properties.
La superficie con la que cuenta el centro comercial es de más de 40 000 m², distribuidos en dos plantas. Cuenta además con dos plantas de aparcamiento, con más de 1300 plazas, para facilitar el acceso a los visitantes que se desplazan desde todos los puntos de la ciudad y la provincia.

## Tiendas
Además tras la última reforma realizada en el centro comercial, encontramos que se ha añadido una tercera planta alta en dicho sitio en la que se encuentra la incorporación de varios locales en los espacios de las antiguas salas de cine para ampliar y renovar su visión estética.
Entre los comercios que se encuentran en el interior, destacan: Pepe Taco, Kilómetros de Pizza, Emblems, Mayoral, Game, Café & Té, Natura, A Loja do Gato Preto, Base, Sprinter, etc.
- Grupo Inditex
- H&M
- Primark
- Eroski
- McDonald's
- Burger King
- 100 Montaditos
- Pans & Company
- Jack & Jones
- Women's secret
- Springfield
- Dunnes Stores
- Primor
- Foot Locker
- Primor